# Folembray
Folembray település Franciaországban, Aisne megyében. Lakosainak száma 1362 fő (2022. január 1.). Folembray Barisis-aux-Bois, Champs, Coucy-le-Château-Auffrique, Pierremande, Sinceny és Verneuil-sous-Coucy községekkel határos.

## Népesség
A település népességének változása:
| Lakosok száma | 1497 | 1389 | 1421 | 1530 | 1425 | 1405 | 1386 | 1381 | 1377 | 1362 |
|               | 1968 | 1982 | 1990 | 2006 | 2013 | 2015 | 2017 | 2019 | 2020 | 2022 |